# Мистер Пиклз
Мистер Пиклз (англ. Mr. Pickles) — американский мультсериал, созданный Уиллом Карсолой (Will Carsola) и Дэйвом Стюартом (Dave Stewart) в 2014 году и транслируемый на канале Adult Swim. Сюжет вращается вокруг семьи Гудманов, особенно их шестилетнего сына Томми и домашнего любимца, демонического бордер-колли Мистера Пиклза. Премьера сериала состоялась 21 сентября 2014 года.
Мультсериал создан в программе Adobe Flash.

## Описание
В обычном городе живёт обычная с виду семья Гудманов, которые души не чают в своем домашнем питомце по кличке Мистер Пиклз, полученной за любовь бордер-колли к маринованным огурцам. Однако никто из них не знает, что собака по ночам проводит сатанинские обряды, убивает и калечит окружающих. А также очень любит своего маленького хозяина Томми.

## Озвучивание
| Актёр          | Роль            |
| -------------- | --------------- |
| Кейтлин Роброк | Томми           |
| Джей Джонстон  | Мистер Гудман   |
| Брук Шилдс     | Миссис Гудман   |
| Фрэнк Коллизон | дедушка         |
| Уилл Карсола   | шериф           |
| Дэйв Стюарт    | Линда           |
| Джон Эннис     | Док Уолтон      |
| Джон Уотерс    | д-р Келтон      |
| Лорен Уайзман  | горячая женщина |
| Кристин Лэйкин | блондинка       |
| Фрэнк Винсент  | Джон Габагули   |

## История трансляции
В июле 2013 года пилотная серия была показана онлайн, как часть презентации разрабатываемых программ для телеканала; зрители могли голосовать за ту пилотную серию, что им больше понравилась. Сериал проиграл Übermansion, в то же время презентация целиком выиграла награду лучшей интернет-рекламе в 2014 году за «Лучшую интегрированную с телевидением рекламную кампанию». 23 января 2014 года пилотная серия была опубликована на сайте канала, а 10 марта — на YouTube, где стала вирусной, собрав более 700 000 просмотров за месяц. Сериал изначально планировался на 10 серий по 15 минут каждая. Премьера состоялась 21 сентября 2014 года. На Comic-Con 2014 стало известно о планах на второй сезон.
В апреле 2017 года был опубликован трейлер, рекламирующий третий сезон сериала, запланированный к трансляции осенью 2017 года, но выход был отложен. Показ первой серии третьего сезона был перенесён на 25 февраля 2018 года. Впрочем, выход четвёртого сезона был подтвержден еще до начала трансляции третьего. Дата премьеры этого сезона была назначена на 17 ноября 2019 года. Первый эпизод четвёртого сезона оказался финальным для всего сериала, в тот же день был продемонстрирован спин-офф «Мама назвала меня Шерифом».

## Список серий

### Пилотный выпуск (2013)
| № общий | № в сезоне | Название | Режиссёр     | Автор сценария             | Дата премьеры   |
| ------- | ---------- | -------- | ------------ | -------------------------- | --------------- |
| 1       | 1          | «Pilot»  | Уилл Карсола | Уилл Карсола и Дейв Стюарт | 25 августа 2013 |

### Сезон 1 (2014)
| № общий | № в сезоне | Название                | Режиссёр     | Автор сценария                         | Дата премьеры    | Произв. код | Зрители США (млн) |
| ------- | ---------- | ----------------------- | ------------ | -------------------------------------- | ---------------- | ----------- | ----------------- |
| 2       | 1          | «Tommy's Big Job»       | Уилл Карсола | Уилл Карсола, Дейв Стюарт и Шон Конрой | 21 сентября 2014 | 102         | 1.43              |
| 3       | 2          | «Father's Day Pie»      | Уилл Карсола | Уилл Карсола, Дейв Стюарт и Шон Конрой | 28 сентября 2014 | 101         | 1.70              |
| 4       | 3          | «Foul Ball»             | Уилл Карсола | Уилл Карсола, Дейв Стюарт и Шон Конрой | 5 октября 2014   | 104         | 1.47              |
| 5       | 4          | «The Cheeseman»         | Уилл Карсола | Уилл Карсола, Дейв Стюарт и Шон Конрой | 12 октября 2014  | 107         | 1.64              |
| 6       | 5          | «Dead Man's Curve»      | Уилл Карсола | Уилл Карсола, Дейв Стюарт и Шон Конрой | 19 октября 2014  | 105         | 1.39              |
| 7       | 6          | «Loose Tooth»           | Уилл Карсола | Уилл Карсола, Дейв Стюарт и Шон Конрой | 26 октября 2014  | 106         | 1.27              |
| 8       | 7          | «Grandpa's Night Out»   | Уилл Карсола | Уилл Карсола, Дейв Стюарт и Шон Конрой | 2 ноября 2014    | 103         | 1.23              |
| 9       | 8          | «Coma»                  | Уилл Карсола | Уилл Карсола, Дейв Стюарт и Шон Конрой | 9 ноября 2014    | 108         | 1.17              |
| 10      | 9          | «Where is Mr. Pickles?» | Уилл Карсола | Уилл Карсола, Дейв Стюарт и Шон Конрой | 16 ноября 2014   | 109         | 1.21              |
| 11      | 10         | «The Lair»              | Уилл Карсола | Уилл Карсола, Дейв Стюарт и Шон Конрой | 23 ноября 2014   | 110         | 1.33              |

### Сезон 2 (2016)
| № общий | № в сезоне | Название           | Режиссёр     | Автор сценария                         | Дата премьеры  | Произв. код | Зрители U.S. (млн) |
| ------- | ---------- | ------------------ | ------------ | -------------------------------------- | -------------- | ----------- | ------------------ |
| 12      | 1          | «Mental Asylum»    | Уилл Карсола | Уилл Карсола, Дейв Стюарт и Шон Конрой | 17 апреля 2016 | 201         | 0.93               |
| 13      | 2          | «Cops and Robbers» | Уилл Карсола | Уилл Карсола, Дейв Стюарт и Шон Конрой | 24 апреля 2016 | 202         | 1.10               |
| 14      | 3          | «Serial Killers»   | Уилл Карсола | Уилл Карсола, Дейв Стюарт и Шон Конрой | 1 мая 2016     | 203         | 1.020              |
| 15      | 4          | «Shövenpucker»     | Уилл Карсола | Уилл Карсола, Дейв Стюарт и Шон Конрой | 8 мая 2016     | 204         | 0.968              |
| 16      | 5          | «Fish?»            | Уилл Карсола | Уилл Карсола, Дейв Стюарт и Шон Конрой | 15 мая 2016    | 205         | 0.942              |
| 17      | 6          | «A.D.D.»           | Уилл Карсола | Уилл Карсола, Дейв Стюарт и Шон Конрой | 22 мая 2016    | 206         | 1.067              |
| 18      | 7          | «My Dear Boy»      | Уилл Карсола | Уилл Карсола, Дейв Стюарт и Шон Конрой | 29 мая 2016    | 207         | 1.010              |
| 19      | 8          | «Vegans»           | Уилл Карсола | Уилл Карсола, Дейв Стюарт и Шон Конрой | 5 июня 2016    | 208         | 0.771              |
| 20      | 9          | «Talent Show»      | Уилл Карсола | Уилл Карсола, Дейв Стюарт и Шон Конрой | 19 июня 2016   | 209         | 0.998              |
| 21      | 10         | «Season 2 Finale»  | Уилл Карсола | Уилл Карсола, Дейв Стюарт и Шон Конрой | 26 июня 2016   | 210         | 0.930              |

### Сезон 3 (2018)
2 июля 2016 года Adult Swim сообщил, что сериал продлён на третий сезон. Клиффхэнгер в конце второго сезона должен быть разрешён в новых сериях. Первые две серии третьего сезона вышли 25 февраля 2018 года.
| № общий | № в сезоне | Название                      | Режиссёр     | Автор сценария                          | Дата премьеры   |
| ------- | ---------- | ----------------------------- | ------------ | --------------------------------------- | --------------- |
| 22      | 1          | «Brain Download»              | Уилл Карсола | Уилл Карсола и Дейв Стюарт и Шон Конрой | 25 февраля 2018 |
| 23      | 2          | «Momma's Boy»                 | Уилл Карсола | Уилл Карсола и Дейв Стюарт и Шон Конрой | 25 февраля 2018 |
| 24      | 3          | «S.H.O.E.S.»                  | Уилл Карсола | Уилл Карсола и Дейв Стюарт и Шон Конрой | 4 марта 2018    |
| 25      | 4          | «Telemarketers Are the Devil» | Уилл Карсола | Уилл Карсола и Дейв Стюарт и Шон Конрой | 4 марта 2018    |
| 26      | 5          | «Gorzoth»                     | Уилл Карсола | Уилл Карсола и Дейв Стюарт и Шон Конрой | 11 марта 2018   |
| 27      | 6          | «Tommy Goes to School»        | Уилл Карсола | Уилл Карсола и Дейв Стюарт и Шон Конрой | 11 марта 2018   |
| 28      | 7          | «Sheriffs»                    | Уилл Карсола | Уилл Карсола и Дейв Стюарт и Шон Конрой | 18 марта 2018   |
| 29      | 8          | «Bullies»                     | Уилл Карсола | Уилл Карсола и Дейв Стюарт и Шон Конрой | 18 марта 2018   |
| 30      | 9          | «Tommy's Cartoon»             | Уилл Карсола | Уилл Карсола и Дейв Стюарт и Шон Конрой | 25 марта 2018   |
| 31      | 10         | «Season 3 Finale»             | Уилл Карсола | Уилл Карсола и Дейв Стюарт и Шон Конрой | 25 марта 2018   |